# 塩野適斎
塩野 適斎（しおの てきさい、1775年 - 1847年11月16日）は、八王子千人同心組頭。組頭・河西知礼の次男として生まれる。別名、河西知哲。寛政3年（1791年）17歳のとき、組頭・塩野光廸（鶏沢）の養子となり、通称を所左衛門といい、諱は轍、適斎と号す。

## 人物
1791年（寛政3年）太平真鏡流開祖・若菜豊重に入門し、拳法を塩原又太郎に、長尾某に鎌槍を学ぶ。1798年（寛政10年）に刀法免許を得ると、多くの千人同心に剣術を教えた。また1802年（享和2年）朱子学を林家の家塾へ河尻春之の紹介で入門して、学を修めている。1806年（文化3年）自宅に講武堂と読書堂を併設して武道と学問を指南する。
1813年（文化10年）、八王子千人頭・原胤敦に地誌制作の幕命があると、植田孟縉らとともに武蔵国の多摩郡、高麗郡、秩父郡の地誌編纂に従事、『新編武蔵風土記稿』の一部を完成させる。さらに『新編相模国風土記稿』の編纂にも従事した。
文政7年（1824年）、前年の怪文書のため不行跡との理由から、適斎を含む同僚50人が譴責処分となり、平同心に格下げとなった。
文政10年（1827年）、『桑都日記』正続41巻を完成させ、幕府に献上した（「桑都」（そうと）とは織物の町・八王子のこと）。これは多年の調査と膨大な資料をもとに編まれた、八王子地域と八王子千人同心の天正10年（1582年）から文政7年（1824年）までの編年史である。その他、『適斎文稿』『適斎詩集』『筑井県行』『日光客中謾筆』などの著作がある。また恩人河尻春之の遺文集『製阪肥後公遺稿』を編纂している。
弘化4年（1847年）11月16日、死去。葬儀には千人頭5名以下、500人を超える参列者があったという。享年73。墓は極楽寺（東京都八王子市大横町7-1）にあり、東京都指定文化財に指定されている。
八王子市追分町に存在した塩野適斎の屋敷の建物は、現在は小金井市の江戸東京たてもの園に移築保存されている。